# Route 730 (Nouveau-Brunswick)
Pour les articles homonymes, voir Route 730.
La route 730 est une route locale du Nouveau-Brunswick située dans l'extrême sud-ouest de la province, au nord-ouest de Saint-Stephen. Elle traverse une région essentiellement boisée. De plus, elle mesure 15 kilomètres, et est pavée sur toute sa longueur.

## Tracé
La 730 débute sur la route 725, à Upper Little Ridge. Elle se dirige vers l'est pendant 15 kilomètres en croisant de nombreuses routes locales du Nouveau-Brunswick, soit les routes 735, 740 et 745. Elle traverse aussi Scotch Ridge. Elle se termine 17 kilomètres au nord de Saint-Stephen, sur la route 3. 

## Intersections principales
| route 730          |                    |    |                                              |                           |
| Comté              | Location           | km | Intersection/Destinations                    | Notes                     |
| Comté de Charlotte | Upper Little Ridge | 0  | R-725, Lower Little Ridge                    | extrémité ouest de la 730 |
| Comté de Charlotte | Scotch Ridge       | 5  | R-735, Gleason Road, Pomeroy Ridge, Mayfield |                           |
| Comté de Charlotte | Basswood Ridge     | 9  | R-740 sud, Hayman Hill, Heathland            |                           |
| Comté de Charlotte | DeWolfe            | 12 | R-745, Oak Hill, Beaconsfield, Old Ridge     |                           |
| Comté de Charlotte | DeWolfe            | 15 | R-3, Fredericton, Saint-Stephen              | extrémité est de la 730   |